# Bidjabidjan
Bidjabidjan est une ville de la partie continentale de la Guinée équatoriale, située dans la province de Kié-Ntem, près de la frontière avec le Cameroun, à une dizaine de kilomètres à l'ouest d'Ebebiyín. Elle compte aujourd'hui une dizaine de milliers d'habitants.